# Thistle Dump Cemetery
Thistle Dump Cemetery is een Britse militaire begraafplaats met gesneuvelden uit de Eerste Wereldoorlog gelegen in de Franse plaats Longueval (Somme). De begraafplaats werd ontworpen door Arthur Hutton en ligt 1.550 m ten westen van het dorpscentrum. Ze heeft een rechthoekig grondplan met een oppervlakte van 810 m² en is omgeven door een lage bakstenen muur en beukenhaag. Het Cross of Sacrifice staat recht tegenover de toegang, dicht bij de noordelijke begrenzing. De begraafplaats wordt onderhouden door de Commonwealth War Graves Commission.
De begraafplaats telt 203 doden waarvan 59 niet meer geïdentificeerd konden worden.

## Geschiedenis
Het bos dat door de Britten High Wood werd genoemd lag iets ten noorden van de begraafplaats die in augustus 1916 als frontlijnbegraafplaats werd aangelegd. Tijdens de Slag aan de Somme werd hevig om dit bos gevochten tot het op 15 september 1916 door de 47th (London) Division werd veroverd. In april 1918 werd het tijdens het Duitse lenteoffensief terug uit handen gegeven maar in augustus daaropvolgend definitief heroverd. De begraafplaats werd tot februari 1917 gebruikt. Na de wapenstilstand werd het nog uitgebreid met graven die afkomstig waren uit de slagvelden van de Somme.
Er worden nu 122 Britten, 36 Australiërs, 38 Nieuw-Zeelanders en 7 Duitsers herdacht. Voor 3 Britten en 1 Nieuw-Zeelander werden Special Memorials opgericht omdat hun graven niet meer teruggevonden werden en men aanneemt dat ze zich onder de naamloze graven bevinden.

## Graven

### Onderscheiden militairen
- Ivan Brunker Sherbon, majoor bij de Australian Infantry, A.I.F. werd onderscheiden met het Military Cross (MC).
- James Rankin, sergeant bij de New Zealand Field Artillery werd onderscheiden met de Distinguished Conduct Medal (DCM).
- de sergeanten Wilfred Campbell Rimmer en S.L. Seath en de soldaten Harry Raymond Walters en Albert Farr werden onderscheiden met de Military Medal (MM).

### Minderjarige militairen
- pionier J. H. Cave (Royal Engineers en soldaat William Pennal (Canterbury Regiment, N.Z.E.F.) waren 17 jaar toen ze sneuvelden.